# 백수초등학교 대신분교
백수초등학교 대신분교는 대한민국 전라남도 영광군 백수읍 대신리 57에 있었던 공립 초등학교이다.

## 학교 연혁
- 1939년03월01일 : 백수동공립국민학교 부설간이학교 인가
- 1944년04월01일 : 백수공립국민학교인가 (초대교장:송희팔)
- 1949년4월1일 : 백수북국민학교로 개칭
- 1994년03월01일 : 분교장으로 격하
- 1999년02월02일 : 48회졸업 (2명)
- 1999년09월01일 : 백수초등학교로 통합